# يوليوس وايس
يوليوس وايس (بالإنجليزية: Julius Weiss)‏ هو معلم موسيقى وملحن أمريكي، (و. 1840  م).